# Гематоген
Гематоге́н (лат. Haematogenum, від дав.-гр. αἷμα «кров» и γένος — «народження») — профілактичний засіб, що містить залізо та стимулює кровотворення. Залізо входить до складу гематогену у вигляді залізовмісного білка — гемоглобіну, оскільки він виробляється з сухої переробленої крові великої рогатої худоби (кров обробляється для знищення інфекцій) з додаванням згущеного молока, меду, аскорбінової кислоти та інших речовин, що покращують смакові якості.
Гематоген є джерелом білка (містить всі потрібні організму амінокислоти в оптимальному співвідношенні), жирів, вуглеводів і мінералів, які містяться в пропорціях, що відповідають складу крові людини. Зовні плитки гематогену нагадують невеликі шоколадки, що мають незвичайний смак.
Першим препаратом, який отримав назву «гематоген», був «гематоген Гоммеля» (нім. Hämatogen des Dr. Hommel), що вперше був випущений у Швейцарії в 1890 році. Це була мікстура на основі бичачої крові та яєчного жовтка.